# Негры (опера Сальери)
«Негры» (нем. Die Neger) — зингшпиль в двух действиях композитора Антонио Сальери, написанный на либретто Георга Фридриха Трейчке. Премьера оперы состоялась в Театре ан дер Вин в Вене 10 ноября 1804 года. Это последняя опера, написанная Сальери.